# 紫地榆
紫地榆（学名：Geranium strictipes）是牻牛儿苗科老鹳草属的植物，是中国的特有植物。分布在中国大陆的云南、四川等地，生长于海拔2,700米至3,000米的地区，常生于山坡草地、林下及灌丛，目前尚未由人工引种栽培。

## 别名
隔山消（滇南本草） 直柄老鹳草（四川植物志）

## 异名
- Geranium grandiflorum Franch.
- Geranium strictipes R. Knuth var. grandiflorum (Franch.) C. Y. Wu

## 延伸阅读
[在维基数据编辑]
 《植物名實圖考·紫地榆》，出自吳其濬《植物名實圖考》